# Tor Fr. Rasmussen
Tor Fredrik Rasmussen, född 2 mars 1926 i Flekkefjord, död 18 maj 2017, var en norsk geograf.
Rasmussen blev student 1944, mag.art. vid Oslo universitet 1952, var geodetisk operatör vid Norges geografiske oppmåling 1947–52, vetenskaplig assistent, forskningsstipendiat och universitetslektor i geografi vid Oslo universitet 1954–64 samt forskare vid Norsk institutt for by- og regionforskning 1965–68.
Rasmussen blev filosofie doktor och docent vid Lunds universitet 1968, var professor i ekonomisk geografi med samhällsplanering vid Nordiska institutet för samhällsplanering i Stockholm 1968–75, utredningschef vid stadsbyggnadskontoret i Oslo 1975–81 och professor i geografi vid Oslo universitet från 1981.
Rasmussen var prefekt för geografiska institutionen 1985–87, ledare för forskningsprojekt om Osloregionen där, prefekt för institutionen för kultur och samhällsstudier vid Oslo universitet 1989–91 och projektledare för Osloforskning vid Oslo universitet från 1988. Han företog studieresor i Etiopien 1953–54, i Indien 1956–57 och i USA 1967–68.
Rasmussen var ordförande i Nordiska sällskapet för regional samhällsanalys 1966–69 och ordförande i Norsk forening for bolig og byplanlegging 1981–84. Han författade skrifter om Indien, U-landsfrågor samt samhällsgeografi och -planering.